# Scelio tasmaniensis
Scelio tasmaniensis är en stekelart som beskrevs av Paul C. Dangerfield och Austin 2001. Scelio tasmaniensis ingår i släktet Scelio och familjen Scelionidae. Inga underarter finns listade i Catalogue of Life.